# 鈴木祐一
鈴木 祐一（すずき ゆういち）は、日本の応用言語学者、第二言語習得研究者。神奈川大学国際日本学部国際文化交流学科助教、准教授を経て、現在は早稲田大学早稲田大学国際学術院准教授。東北加齢医学研究所共同研究員。2021年よりStudies in Second Language Acquisitionの編集委員を務める。

## 人物
東京学芸大学教育学部で、日本語を第二言語として外国人に教える「日本語教育」を学んでいたが、中学・高校時代から英語に興味があったため、初年度の夏休みに1週間の集中英語演習という授業に参加し、朝から夕方5時過ぎまで、話す言葉も聞く言葉もすべて英語という授業に刺激を受ける。学部卒業後は、同大学院教育学研究科修士課程で英語教育について研究した。そしてアメリカのメリーランド大学カレッジパーク校にわたり博士課程にて研究を行った後、神奈川大学に着任。第二言語習得メカニズムについての研究を行うと同時に、高校の英語の授業をどのようにすればより良いものにできるかということを、本の出版やワークショップを通じて現場の教員に提案している。

## 研究
研究テーマは、認知心理学の基づいた外国語の練習方法の最適化、明示的知識と暗示的知識のインターフェース問題、外国語学習における個人差要因の役割と指導方法との関係など多岐にわたる。Studies in Second Language Acquisition (Cambridge University Press)やLanguage Learning (Wiley)などのSLA国際誌への論文を多数掲載。2017年Studies in Second Language Acquisition最優秀論文賞(Albert Valdman Award), 2018年IRIS Replication Awardを受賞。

## 著書
- 「英語学習の科学」 2022年4月 研究社 ISBN 978-4327453077